# 上月重雄
上月重雄（こうづき しげお、1926年12月4日 - 2002年6月10日）は日本の大蔵官僚。海外経済協力基金総務部長、印刷局長、石油資源開発副社長などを歴任。

## 来歴
兵庫県出身。東京大学経済学部経済学科卒業。1948年9月 大蔵省入省。主計局属。1952年9月 川内税務署長。1953年10月 杉並税務署長。1964年7月 総理府国防会議事務局参事官。1969年8月 関税局企画課長。1970年6月 北海道財務局長。1972年7月 海外経済協力基金総務部長。1973年6月29日 印刷局長。1974年7月10日 退官。退官後にむつ小川原開発常務。1977年6月 石油資源開発常務。その後は同社副社長。2002年6月10日に死去。

## 略歴
- 1948年9月：大蔵省入省。主計局属[1]。
- 1950年5月：経済安定本部財政金融局財務課[1]。
- 1952年6月：大臣官房調査部[1]。
- 1952年9月：川内税務署長[1]。
- 1953年10月：杉並税務署長[1]。
- 1954年7月：防衛庁経理局会計課員。
- 1956年3月：為替局外資課長補佐。
- 1959年4月：為替局投資課長補佐 兼 外務省経済局アジア課。
- 1959年10月：外務省在インドネシア大使館三等書記官。
- 1960年4月：外務省在インドネシア大使館二等書記官。
- 1962年11月：東京国税局徴収部長。
- 1964年7月：総理府国防会議事務局参事官。
- 1966年8月：大臣官房付。
- 1966年10月：関税局業務課長。
- 1969年5月：関税局業務課長 兼 関税局輸出課長 兼 関税局輸入課長。
- 1969年8月：関税局企画課長。
- 1970年6月：北海道財務局長。
- 1972年6月：大臣官房付。
- 1972年7月：海外経済協力基金総務部長。
- 1973年6月29日：印刷局長。
- 1974年7月10日：退官。